# Szongor megye

Kermánsáh tartomány megyéinek elhelyezkedése

Szongor megye (perzsául: شهرستان سنقر) Irán Kermánsáh tartománynak egyik keleti megyéje az ország nyugati részén. Északon, északnyugaton és északkeleten Kurdisztán tartomány, keleten a Hamadán tartományban fekvő Aszadábád megye, délen Kangávar megye, délnyugatról Szahne megye határolja. Székhelye a 43 000 fős Szongor városa. Második legnagyobb városa az 1200 fős Szatar. A megye lakossága 95 904 fő. A megye két további kerületre oszlik: Központi kerület és Koljái kerület. 
A megye népességét túlnyomórészt a fajli lur és az azeri népcsoport alkotja.

## Fordítás
- Ez a szócikk részben vagy egészben  a   Sonqor County című angol Wikipédia-szócikk ezen változatának fordításán alapul.  Az eredeti cikk szerkesztőit annak laptörténete sorolja fel. Ez a jelzés csupán a megfogalmazás eredetét és a szerzői jogokat jelzi, nem szolgál a cikkben szereplő információk forrásmegjelöléseként.